# 헤이든 패네티어
헤이든 패네티어(영어: Hayden Panettiere 헤이든 패너티에어[*], 영어 발음: /ˌpænətiˈɛər/, 1989년 8월 21일 ~ )는 미국의 배우, 가수이다.

## 출연 작품

### 영화
- 베를린 아이 러브 유
- 스크림 4
- 아만다 녹스: 머더 온 트라이얼 인 이탤리
- 빨간모자의 진실 2
- 아이 러브 베스 쿠퍼
- 더 굿 스튜던트
- 상하이 키스
- 레이싱 스트라이프스
- 리멤버 타이탄

### 드라마
- 히어로즈

### 비디오 게임
- 언틸 던(Until Dawn): 샘(Sam) 역